# مونت تشاس (مين)
مونت تشاس (بالإنجليزية: Mount Chase, Maine)‏ هي بلدة أمريكية تقع في الولايات المتحدة في مقاطعة بينوبسكوت (مين). يقدر عدد سكانها بـ 201 نسمة ومساحتها 97.72 كم2 وترتفع عن سطح البحر 270 متر.

## التركيبة السكانية
قام مكتب تعداد الولايات المتحدة بتحديد بيانات التركيبة السكانية لمونت تشاس في تعداد الولايات المتحدة. في ما يلي، التركيبة السكانية حسب تعدادي 2000 و2010.

### تعداد عام 2000
بلغ عدد سكان مونت تشاس 247 نسمة بحسب تعداد عام 2000، وبلغ عدد الأسر 104 أسرة وعدد العائلات 76 عائلة مقيمة في البلدة. في حين سجلت الكثافة السكانية 6.8 نسمة لكل ميل مربع (2.6/كم2). وبلغ عدد الوحدات السكنية 238 وحدة بمتوسط كثافة قدره 6.6 نسمة لكل ميل مربع (2.5/كم2).
وتوزع التركيب العرقي للبلدة بنسبة 98.38% من البيض و 0.40% من الأمريكيين الأفارقة و 1.21% من عرقين مختلطين أو أكثر.
بلغ عدد الأسر 104 أسرة كانت نسبة 22.1% منها لديها أطفال تحت سن الثامنة عشر تعيش معهم، وبلغت نسبة الأزواج القاطنين مع بعضهم البعض 68.3% من أصل المجموع الكلي للأسر، ونسبة 1.9% من الأسر كان لديها معيلات من الإناث دون وجود شريك، وكانت نسبة 26.0% من غير العائلات. تألفت نسبة 22.1% من أصل جميع الأسر من أفراد ونسبة 11.5% كانوا يعيش معهم شخص وحيد يبلغ من العمر 65 عاماً فما فوق. وبلغ متوسط حجم الأسرة المعيشية 2.73، أما متوسط حجم العائلات فبلغ 2.38.
بلغ العمر الوسطي للسكان 46 عاماً. وكانت نسبة 17.0% من القاطنين تحت سن الثامنة عشر، وكانت نسبة 8.5% بين الثامنة عشر والأربعة وعشرون عاماً، ونسبة 20.6% كانت واقعةً في الفئة العمرية ما بين الخامسة والعشرون حتى والأربعة وأربعون عاماً، ونسبة 38.5% كانت ما بين الخامسة والأربعون حتى الرابعة والستون، ونسبة 15.4% كانت ضمن فئة الخامسة والستون عاماً فما فوق. يوجد لكل 100 أنثى 112.9 ذكر، ويوجد لكل 100 أنثى في الثامنة عشر من عمرها فما فوق 118.1 ذكر.
بلغ متوسط دخل الأسرة في البلدة 26,705 دولار، أما متوسط دخل العائلة فبلغ 27,031 دولار. وكان متوسط دخل الذكور 26,563 دولار مقابل 16,458 دولار للإناث. وسجل دخل الفرد الخاص بالبلدة 12,930 دولار. وكانت نسبة 27.3% من العائلات ونسبة 27.4% من السكان تحت خط الفقر، وكان من هؤلاء نسبة 15.2% تحت سن الثامنة عشر ونسبة 43.6% في الخامسة والستين من العمر وما فوق.

### تعداد عام 2010
بلغ عدد سكان مونت تشاس 201 نسمة بحسب تعداد عام 2010، وبلغ عدد الأسر 94 أسرة وعدد العائلات 57 عائلة مقيمة في البلدة. في حين سجلت الكثافة السكانية 5.5 نسمة لكل ميل مربع (2.1/كم2). وبلغ عدد الوحدات السكنية 297 وحدة بمتوسط كثافة قدره 8.1 لكل ميل مربع (3.1/كم2).
وتوزع التركيب العرقي للبلدة بنسبة 96.0% من البيض و 3.0% من الأمريكيين ذوي الأصول الآسيوية و 0.5% من الأمريكيين الأفارقة و 0.5% من عرقين مختلطين أو أكثر.
بلغ عدد الأسر 94 أسرة كانت نسبة 20.2% منها لديها أطفال تحت سن الثامنة عشر تعيش معهم، وبلغت نسبة الأزواج القاطنين مع بعضهم البعض 58.5% من أصل المجموع الكلي للأسر، ونسبة 1.1% من الأسر كان لديها معيلات من الإناث دون وجود شريك، بينما كانت نسبة 1.1% من الأسر لديها معيلون من الذكور دون وجود شريكة وكانت نسبة 39.4% من غير العائلات. تألفت نسبة 33.0% من أصل جميع الأسر من أفراد ونسبة 12.8% كانوا يعيش معهم شخص وحيد يبلغ من العمر 65 عاماً فما فوق. وبلغ متوسط حجم الأسرة المعيشية 2.72، أما متوسط حجم العائلات فبلغ 2.14.
بلغ العمر الوسطي للسكان 50.1 عاماً. وكانت نسبة 18.4% من القاطنين تحت سن الثامنة عشر، وكانت نسبة 3.1% بين الثامنة عشر والأربعة وعشرون عاماً، ونسبة 17% كانت واقعةً في الفئة العمرية ما بين الخامسة والعشرون حتى والأربعة وأربعون عاماً، ونسبة 41.3% كانت ما بين الخامسة والأربعون حتى الرابعة والستون، ونسبة 20.4% كانت ضمن فئة الخامسة والستون عاماً فما فوق. وتوزع التركيب الجنسي للسكان بنسبة 55.2% ذكور و44.8% إناث.

## معرض صور

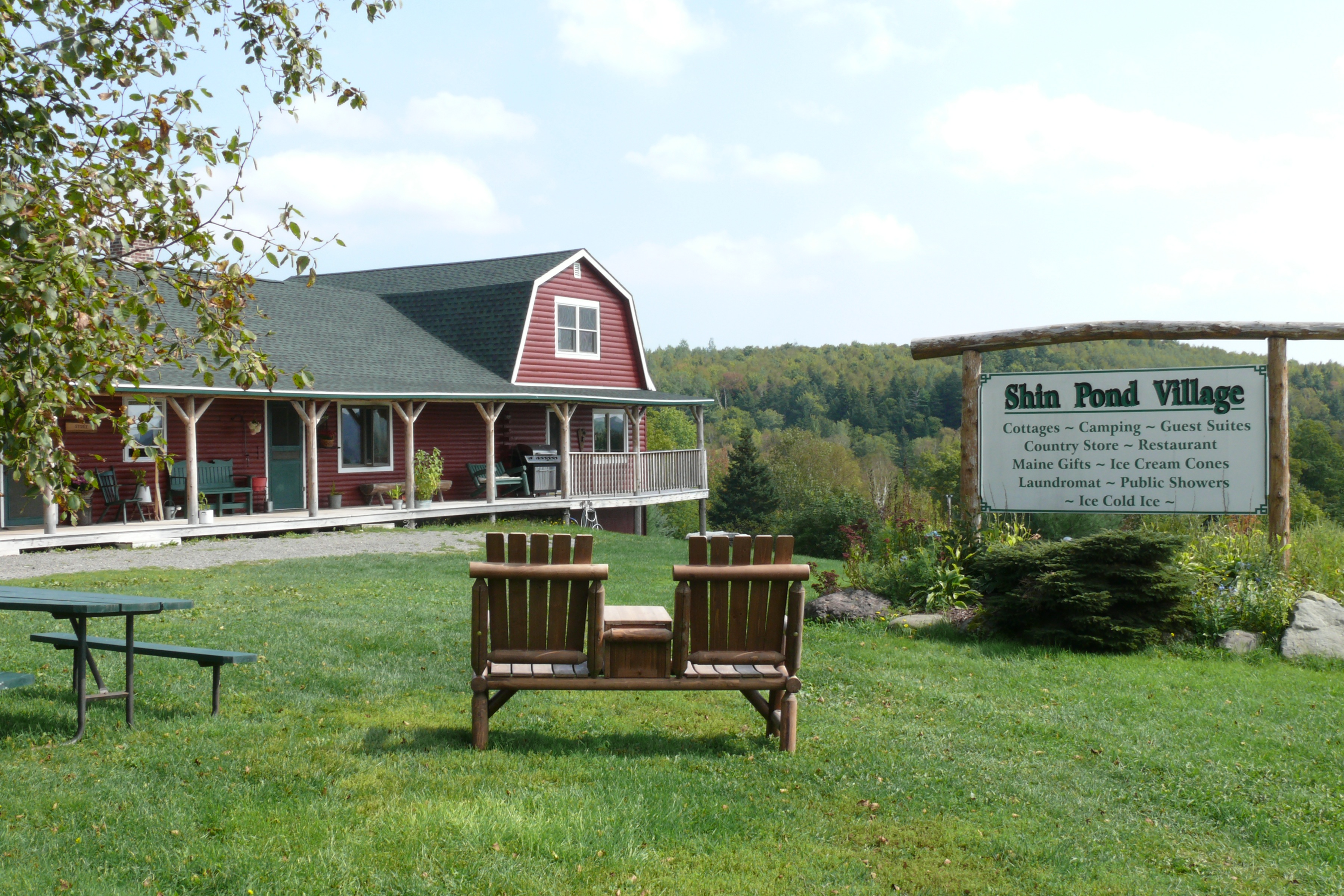
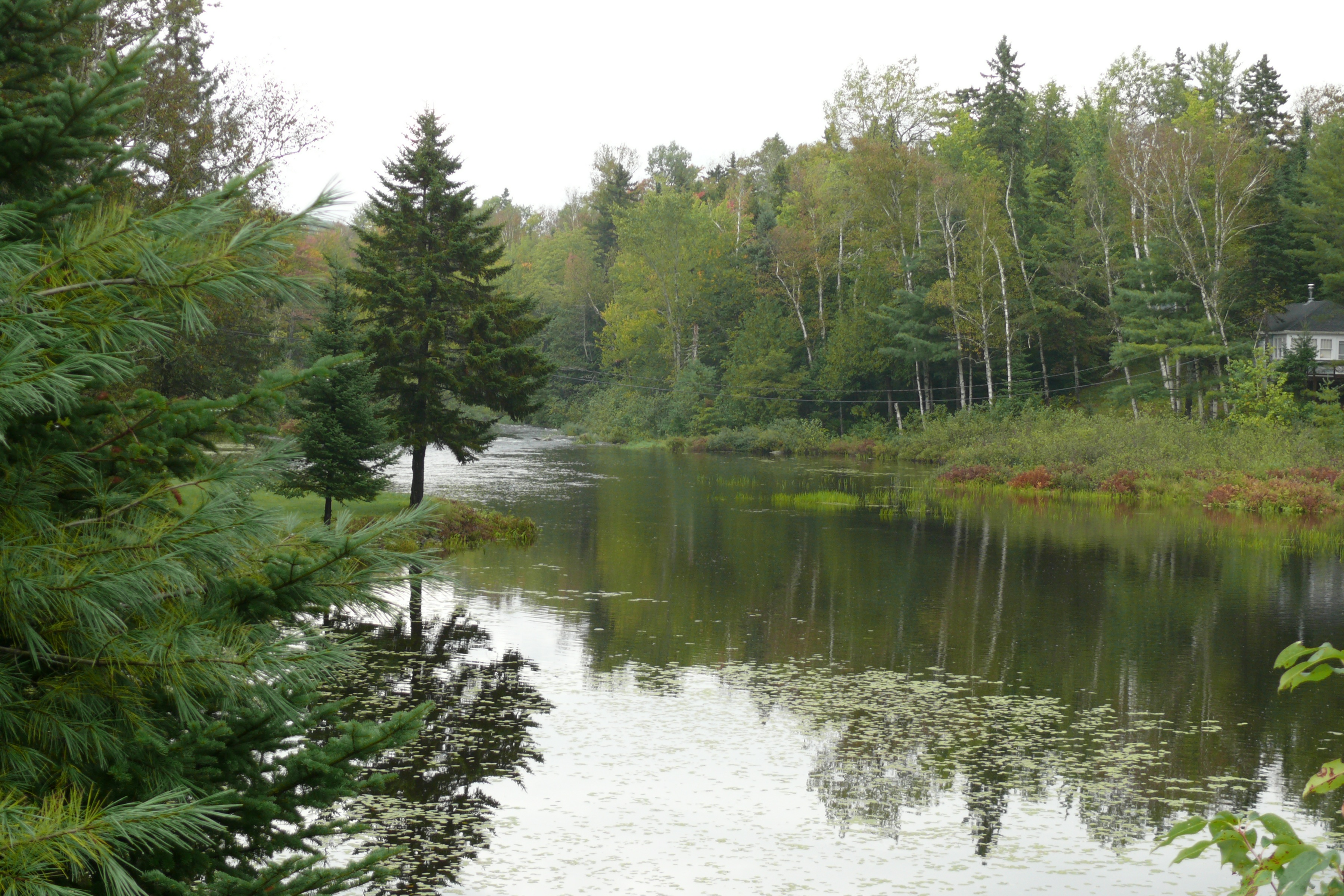
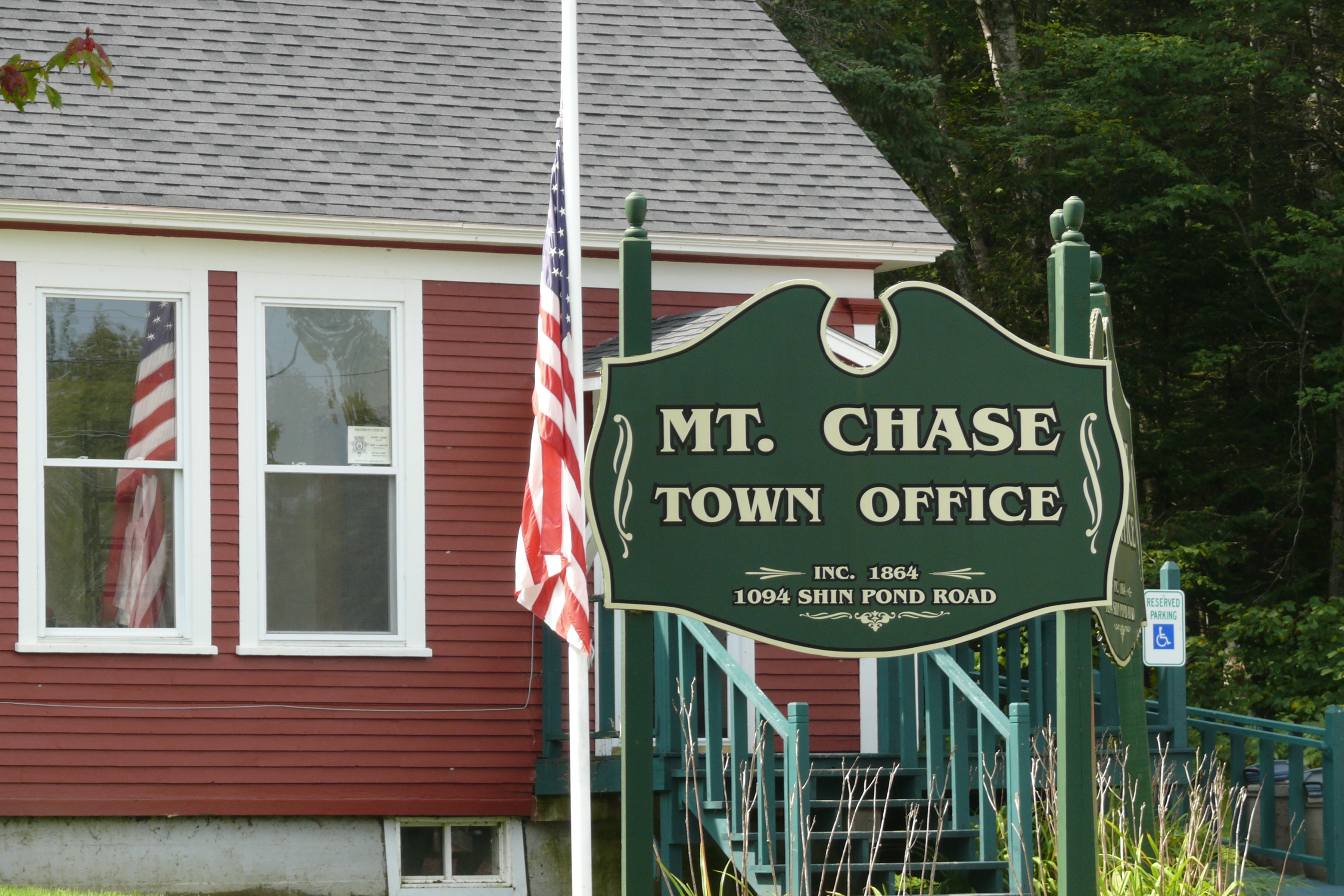
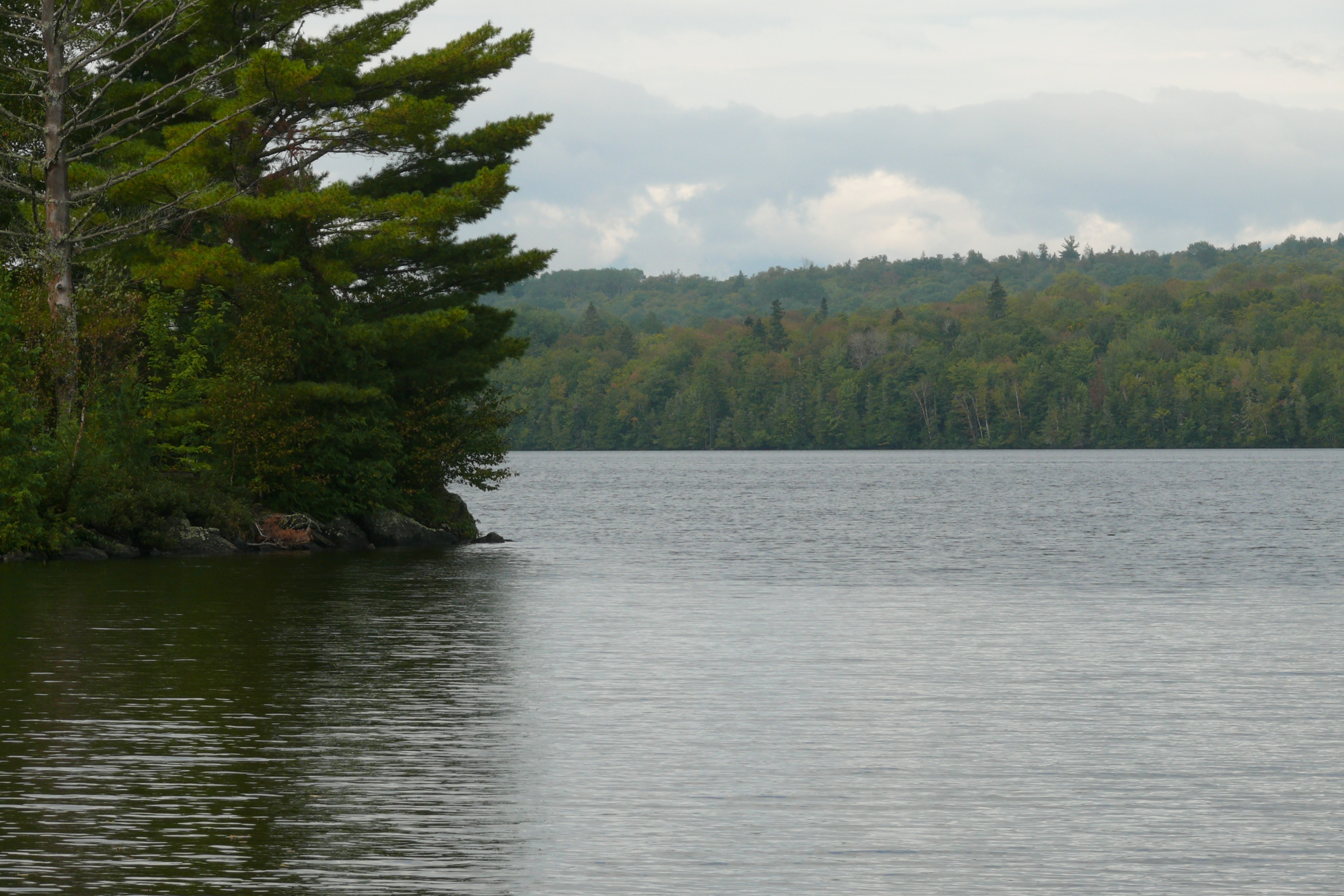
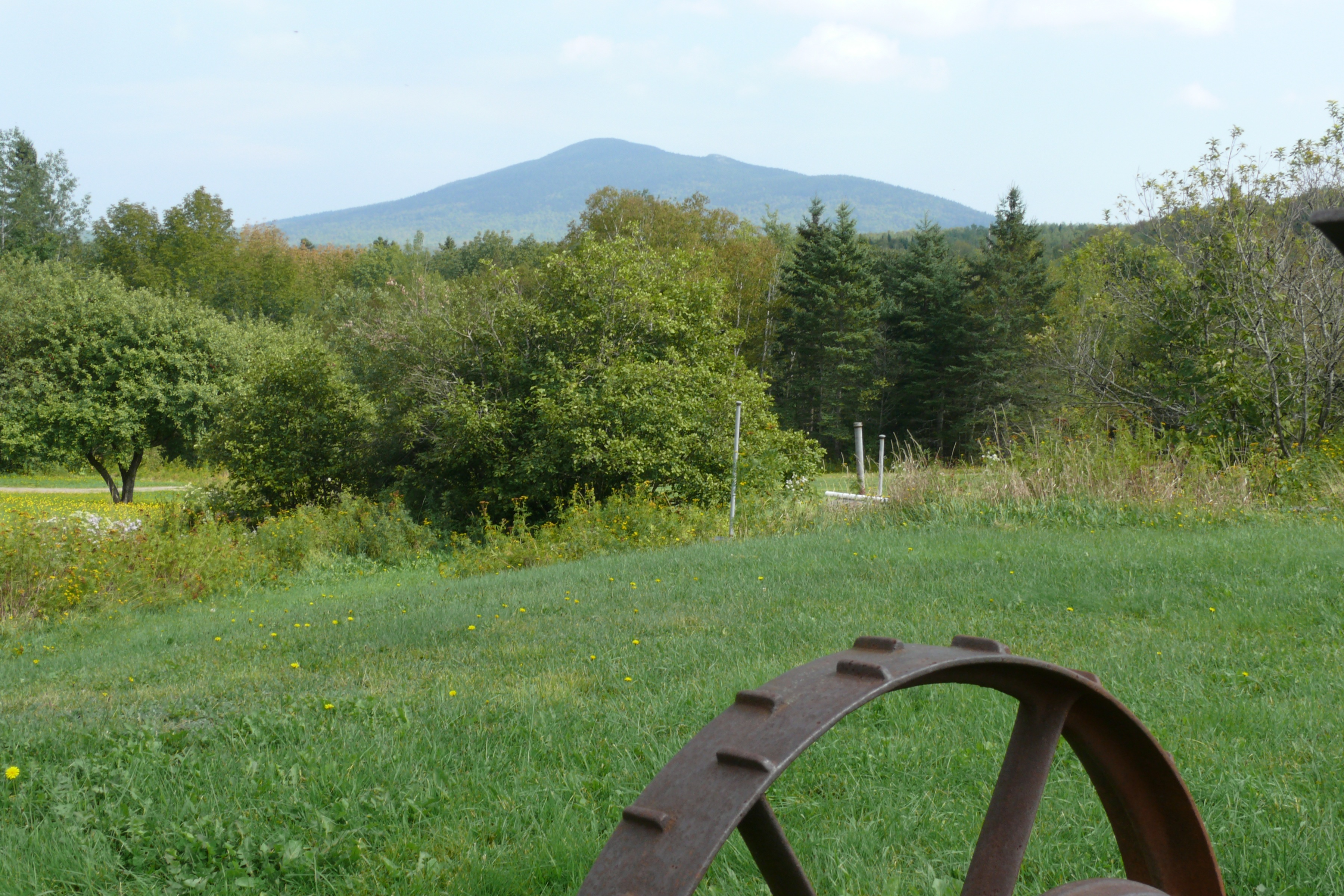